# Il milione (film 1931)
Il milione (Le Million) è un film del 1931, diretto da René Clair.

## Trama
La storia è raccontata da un rigattiere, che tutti chiamano Père La Tulipe.
Michel è un artista squattrinato che vive nella soffitta di un edificio parigino, in compagnia di Prosper, scultore e Béatrice, ballerina. Anche se impegnato con Béatrice, corteggiata anche da Prosper, Michel flirta con una bella americana, Wanda.
Inseguito dai creditori, la lattaia, il macellaio, il fornaio, viene a sapere che il suo biglietto della lotteria ha vinto un milione. Il biglietto però lo ha infilato in una tasca della giacca, e la giacca l'ha lasciata in camera di Béatrice. Purtroppo un ladro, inseguito dalla polizia, è entrato nell'appartamento di Béatrice e, per fuggire, ha preso la giacca vecchia di Michel e poi l'ha portata nella bottega di La Tulipe. Costui vende la giacca ad un tenore dell'Opéra-Lirique, Sopranelli, in cerca di un costume per il suo ruolo nel melodramma Les bohémiens.
Michel, Prosper, le ragazze, La Tulipe si precipitano allora in teatro. Sopranelli è in scena e indossa la giacca. Ad un certo punto se la sfila e la getta dietro le quinte: quando la recupera se la trova priva delle maniche.
Recuperata la preziosa giacca, dopo parecchie vicissitudini, ci si accorge che non v'è traccia del biglietto n. 2029. La chiave del mistero è nelle mani di La Tulipe.

## Produzione

### Soggetto
Il milione è tratto da un lavoro teatrale di Georges Berr e Marcel Guillemaud andato in scena in prima a Parigi l'11 novembre 1910. La commedia era già stata adattata per il cinema nel 1914 negli Stati Uniti dalla Famous Players Film Company che ne aveva tratto il film The Million diretto da Thomas N. Heffron.

### Sonoro
Il film è una commedia musicale:
(Fernaldo Di Giammatteo, Cento film da salvare, Mondadori.)

## Distribuzione

### Edizione italiana
L'edizione italiana del film è a cura di Giorgio Mannini e il doppiaggio (noto come uno dei primi realizzati in Italia, nonché tra i più antichi tuttora reperibili) fu eseguito negli stabilimenti della Caesar Film. Le canzoni furono mantenute in francese.

## Accoglienza

### Critica
Giovanna Grignaffini:
(Giovanna Grignaffini, René Clair, p. 66.)
Georges Sadoul:
(Georges Sadoul, Storia del cinema mondiale dalle origini ai nostri giorni, p. 362.)

## Cinema e teatro
"Una assoluta artificialità caratterizza l'universo del film" (Giovanna Grignaffini):
- la presenza di un narratore che introduce e conclude il racconto
- le due feste poste all'inizio e alla fine del film: la prima è l'occasione per la presentazione dei personaggi, che entrano ed escono dalla scena come su un palcoscenico; la festa finale ne rappresenta il congedo con tanto d'inchino.
- la parodia del teatro e dell'opera lirica, ma anche la parodia della favola dell'amore.

In una celebre sequenza, al duetto d'amore recitato sulla scena dal tenore e dal soprano, si sovrappone, dietro le quinte, quello vero di Béatrice e Michel. I personaggi reali tuttavia ripetono gli stessi dialoghi e si muovono anch'essi sotto una luna di cartone e sotto una pioggia di fiori di carta.